# Lissonota daschi
Lissonota daschi là một loài tò vò trong họ Ichneumonidae.